# أروندل
أروندل هي بلدة قلعة وبلدة سوق وأبرشية مدنية في مقاطعة أرون في غرب ساسكس في إنجلترا.